# Santissimo Nome di Maria a Via Latina
Santissimo Nome di Maria a Via Latina är en kyrkobyggnad och titelkyrka i Rom, helgad åt Jungfru Marie allraheligaste namn. Kyrkan är belägen vid Via Centuripe i quartiere Appio-Latino och tillhör församlingen Santissimo Nome di Maria.

## Beskrivning
Kyrkan uppfördes efter ritningar av arkitekten Aldo Ortolani och konsekrerades den 4 april 1981 av kardinal Ugo Poletti. Kyrkobyggnaden är uppförd i armerad betong i brutalistisk stil. Interiörens glasmålningar är utförda av Costantino Ruggeri.

## Titelkyrka
Kyrkan stiftades som titelkyrka av påve Johannes Paulus II år 1985.
Kardinalpräster
- Paulos Tzadua: 1985–2003
- Gaudencio Rosales: 2006–

## Kommunikationer
- Tunnelbanestation Furio Camillo – Roms tunnelbana, linje
- Busshållplats Macedonia/Gregorovius – Roms bussnät, linjerna 87 628 665